# 乐器
樂器，也稱為音樂工具，泛指可以發聲演奏音樂的工具。根據構造或發聲原理，樂器可以細分作多个分類：氣鳴樂器、弦鳴樂器、膜鳴樂器巴松管體鳴樂器。從考古文物來看，史前時代的人類就已經使用多音符的樂器。

## 按發聲原理分類（霍恩博斯特爾-薩克斯分類法）

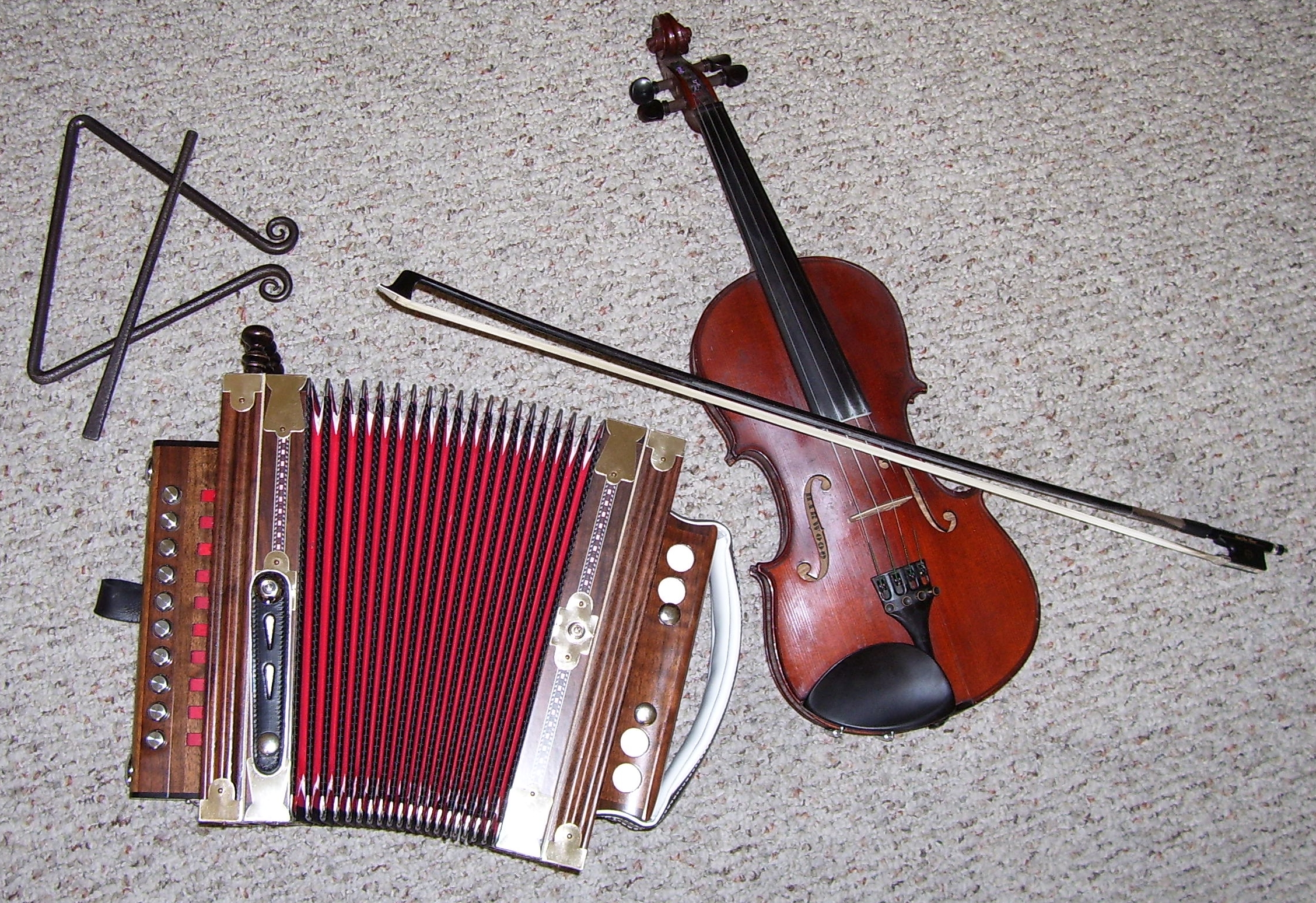
一些樂器

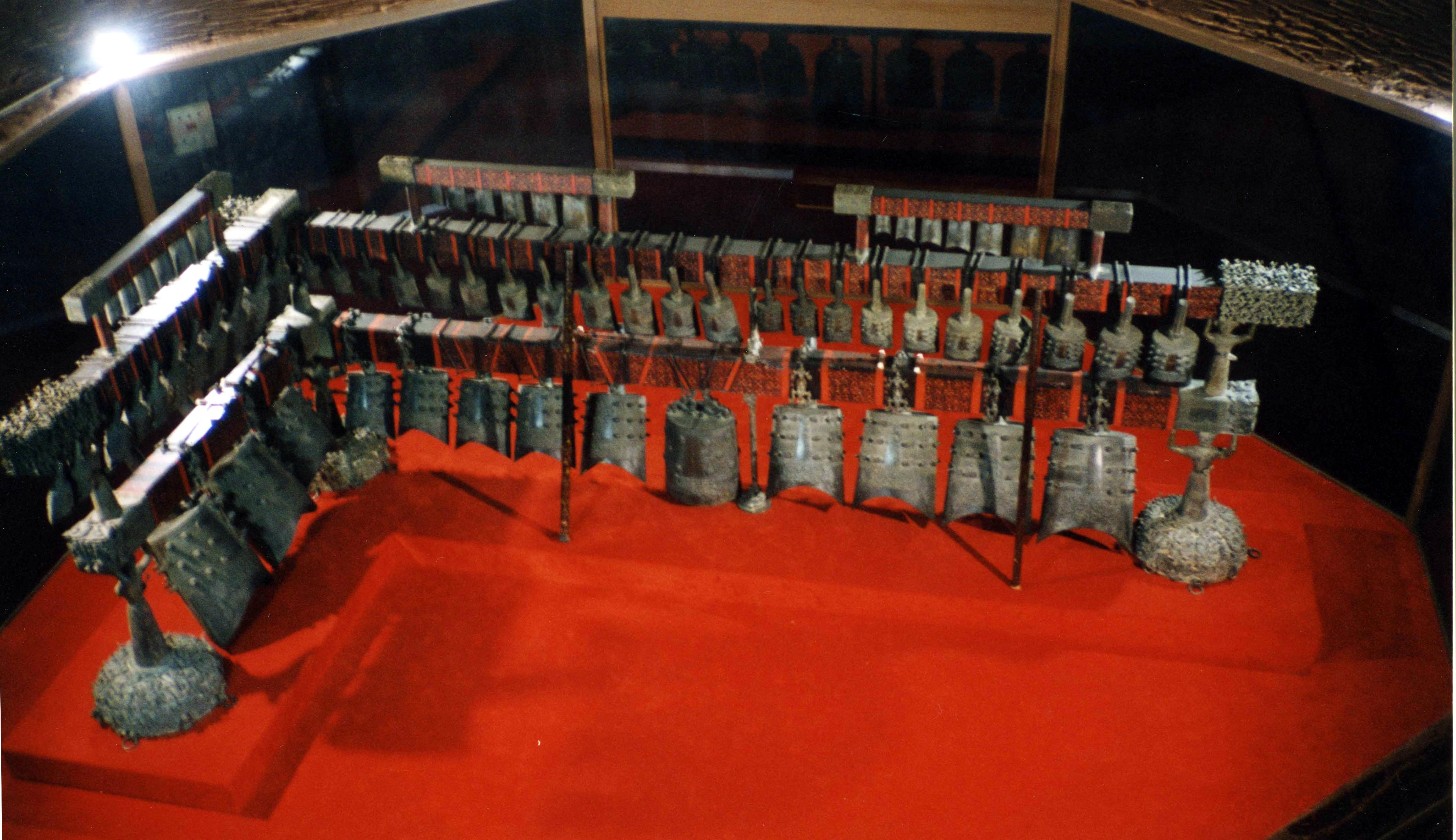
戰國時期曾侯乙編鐘

- 氣鳴樂器（管鳴樂器）
- 弦鳴樂器
- 膜鳴樂器
- 一些樂器體鳴樂器（自鳴樂器）

## 按演奏方式分類

### 管樂器
- 邊棱管樂器
- 單簧管
- 雙簧管
- 吹口管
- 唇震管樂器
- 長笛
- 牧童笛

### 弦樂器
- 擊弦樂器
- 撥弦樂器（彈撥樂器）
- 擦弦樂器（弓弦樂器）

### 打擊樂器
打击乐器包括体鸣和膜鸣两大类。

### 鍵盤樂器
不同的键盘乐器虽然使用相同的键盘，但是发声原理和乐器结构却是各不相同的。比如击弦类的钢琴，簧片类的风琴和手风琴，拨弦类的大鍵琴(羽管鍵琴)，电声类的电钢琴等。键盘乐器的特点是容易学习和掌握，音域相对比较宽阔，能演奏多个音的和弦。

### 電子樂器
演奏者通過鍵盤或弦線輸入電子訊號，經訊號處理器運算或軟件後，再通過放大器及揚聲器把處理後的電子訊號轉換為人耳可聽的聲音。